# Списак епизода серије Ловци на мистерије

Ово је списак епизода из канадске документарне серије Ловци на мистерије.

## 1. сезона
| Епизода | Тема епизоде                                     |
| ------- | ------------------------------------------------ |
| 1.      | Творасти мајмун, Бигфут                          |
| 2.      | Пси који виде духове, Дух Патрика Вилана         |
| 3.      | Огопого, Дједматесанк                            |
| 4.      | Мерси Браун вампирски инцидент, Поларна светлост |
| 5.      | Хипноза, Видовити кућни љубимци                  |
| 6.      | Мумија Хуанита, Крионика                         |
| 7.      | Светла са Браон планине, Савијање кашика         |
| 8.      | Наска линије, Главе трофеји                      |
| 9.      | Бермудски троугао, Духови у пећини               |
| 10.     | Мумије из Гванахуата, Тајни животињски разговор  |
| 11.     | Гетисбуршки духови, Вуду                         |
| 12.     | Магбет, Вештице из Сејлема                       |
| 13.     | Алигатори из канализације, Змајеви               |
| 14.     | Пустињске мумије, Гледање на даљину              |
| 15.     | Чудовиште из Лох Неса, Дунгарвонски вриштач      |
| 16.     | Амброз Смол, Принчеви у кули                     |
| 17.     | Вукодлаци, Дракула                               |
| 18.     | Област 51, Розвелски НЛО инцидент                |
| 19.     | Белова вештица, Ана Болен                        |
| 20.     | Гигантска лигња, Канибализам                     |
| 21.     | Едвард Тич, Духови из тврђаве                    |
| 22.     | Диносауруси, Имхотеп                             |
| 23.     | Блиски сусрет, Ликови у житу                     |
| 24.     | Тутанкамон                                       |
| 25.     | Мапингвари, Мегахеријум                          |
| 26.     | Крај 1. сезоне                                   |

## 2. сезона
| Епизода | Тема епизоде                                                  |
| ------- | ------------------------------------------------------------- |
| 27.     | Алкатраз, Гробље Грејфрајарс                                  |
| 28.     | Банши, Мотмен                                                 |
| 29.     | Духови из Алама, Духови из Палате Хемптон Корт                |
| 30.     | Амазонке, Тандерберд                                          |
| 31.     | Тамни врх, РМС Царица Ирске                                   |
| 32.     | Дворац Лесли, Џеси Џејмс                                      |
| 33.     | НЛО инцидент у Шаг Харбоуру, Илкли Мур фотографија ванземаљца |
| 34.     | Уклети брод, Единбуршки свод                                  |
| 35.     | Глен и Беси Хајд, Толундски човек                             |
| 36.     | Звер из Екмура, Кадборосаурус                                 |
| 37.     | Франкенштајн, Људи-сенке                                      |
| 38.     | Путовање кроз време, Слидери                                  |
| 39.     | Црни пас, Мочварно чудовиште                                  |
| 40.     | Велика језера, Варљива светлост                               |
| 41.     | Речни диносаурус, Боди                                        |
| 42.     | Небески диск Небра, Тикал                                     |
| 43.     | Полепелско острво, Закатон                                    |
| 44.     | Отзи, Том Томсон                                              |
| 45.     | Анастасија Николајевна, Ана Андерсон                          |
| 46.     | Уклети светионик, Мексички НЛО инцидент 2004.                 |
| 47.     | Џајпур, Атлантида                                             |
| 48.     | Мухночва, Киклопи                                             |
| 49.     | Бангар, Питија                                                |
| 50.     | НЛО из НАСА-е, Монтреалски НЛО                                |
| 51.     | Духови из Таџ Махала, Лавиринт                                |
| 52.     | Крај 2. сезоне                                                |

## 3. сезона
| Епизода | Тема епизоде                               |
| ------- | ------------------------------------------ |
| 53.     | Гигантске ајкуле                           |
| 54.     | Подводни НЛО                               |
| 55.     | Мери Кинг застој, Винчестерска кућа        |
| 56.     | Чупакабра                                  |
| 57.     | Стоунхенџ                                  |
| 58.     | Деринкују подземни град, Биминијиска цеста |
| 59.     | Вриштећа лобања, Пеле                      |
| 60.     | Мида, Вајанапанапа                         |
| 61.     | Ванземаљски контакт                        |
| 62.     | Мумија Силвестер, Кардифски гигант         |
| 63.     | Фенц Пост дух, Духови ратника              |
| 64.     | Луска, Чудовиште из језера Илијамна        |
| 65.     | Крај 3. сезоне                             |

## 4. сезона
| Епизода | Тема епизоде                                  |
| ------- | --------------------------------------------- |
| 66.     | Духови, Зомби                                 |
| 67.     | НЛО-и из Стратфорда на Ејвону, Дете из Таунга |
| 68.     | Прашки вампири, Инканијамба                   |
| 69.     | Неандерталац, Роботи                          |
| 70.     | Алхемија, Изгубљени Холанђанов рудник злата   |
| 71.     | Мима хумци, Лалибела                          |
| 72.     | Проналажење духова                            |
| 73.     | Деда Мраз                                     |
| 74.     | Рептоиди, Микро чудовишта                     |
| 75.     | Заветни ковчег                                |
| 76.     | Искуства изласка из тела, Хари Худини         |
| 77.     | Џерзијски ђаво, Психичке животиње             |
| 78.     | Крај 4. сезоне                                |